# برج کبوترخانه‌های صفا
برج کبوترخانه‌های صفا در نجف‌آباد، خیابان شریعتی، ابتدای خیابان صفا واقع شده و این اثر در تاریخ ۲۵ اسفند ۱۳۷۹ با شمارهٔ ثبت ۳۴۸۲ به‌عنوان یکی از آثار ملی ایران به ثبت رسیده است.